# Coro infantil

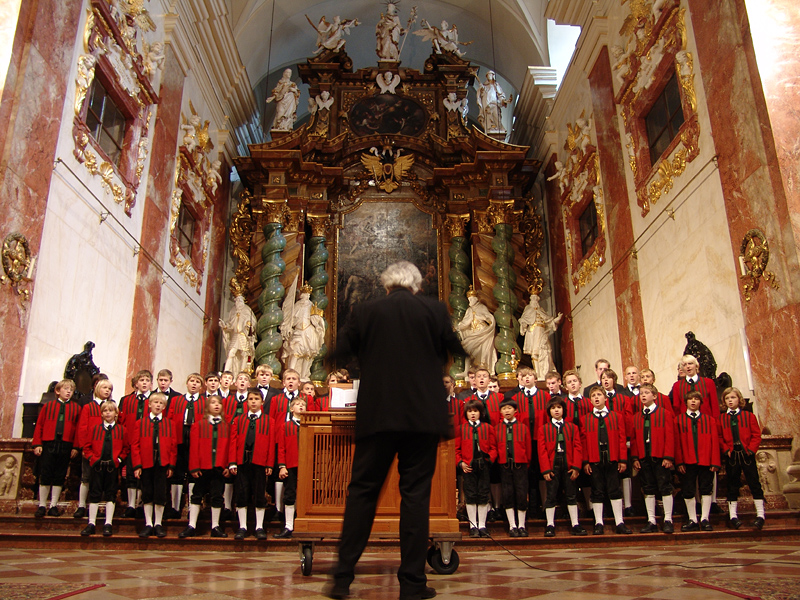
O Wilten Boys' Choir, um dos mais antigos coros infantis masculinos da Europa. Seis membros do coro fundaram o célebre coro dos Pequenos Cantores de Viena.

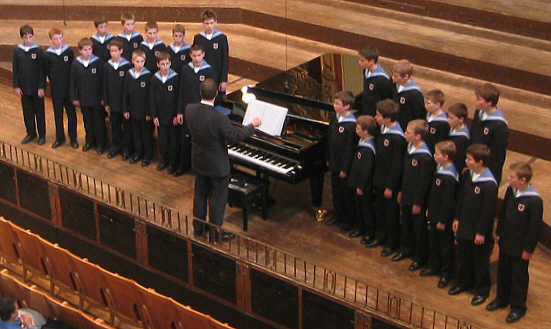
Os Meninos Cantores de Viena.

Um coro infantil é um coro composto por crianças e jovens pré-adolescentes ou que ainda estejam nas primeiras fases da puberdade. No caso de coros infantis masculinos, as vozes dos meninos são capazes de atingir notas muito agudas
Essa competência pode ser mantida na fase adulta se bem trabalhada na voz do menino, bem como outras competências como desafinação além do desenvolvimento de questões sociais.
Os coros infantis têm na sociedade ocidental uma tradição muito antiga, e as suas raízes remontam à música sacra executada em templos cristãos durante a Alta e a Baixa Idade Média por coros compostos apenas por meninos. Interpretavam música sobretudo nas igrejas, já que até ao século XIX as mulheres não podiam cantar nos templos. Os atuais coros de crianças continuam ligados à tradição de interpretar música sacra, existindo um vasto reportório específico para este tipo de agrupamentos.
De qualquer modo, o levantamento desta proibição religiosa e o consequente surgimento de coros mistos não substituiu os coros infantis. No século XX, sobretudo no pós-Segunda Guerra Mundial, surgiram numerosos coros infantis em todo o mundo.
O mais conhecido dos coros infantis a nível mundial é o Coro dos Meninos de Viena. Em Portugal é o Coro Infantil de Santo Amaro de Oeiras.
"Todas as crianças podem ser ensinadas a cantar se elas começarem sua descoberta vocal pessoal desde muito cedo e se elas são ensinadas por alguém que não apenas acredita que toda criança pode cantar, mas também possui as competências para ensiná-la a cantar. Às crianças nunca, jamais, deve ser dito que elas não podem cantar."
Jean Ashworth Bartle